# Estació Vanda
L'estació Vanda era una base de recerca científica situada a l'Antàrtida. Aquest lloc ha registrat la temperatura més alta de l'Antàrtida: 14,6 °C el 5 de gener de 1974. Estava situada als altiplans occidentals de la Terra Victòria a la Dependència Ross, específicament a la riba del Llac Vanda, a la desembocadura del riu Onyx, a la Vall Wright. Es va començar a construir durant els estius australs de 1967–68 i de 1968–69 i cinc homes hi van passar l'hivern de 1969 (Harrowfield, 2006). Els programes científics portats a terme incloïen la meteorologia, hidrologia, sismologia, corrents de la Terra i magnetisme.
L'any 1995, es va clausurar per causa de problemes mediambientals, especialment de contaminació.
Actualment hi ha en aquest lloc una estació meteorològica automàtica i un petit refugi ocupat temporalment (només a l'estiu)per un equip científic de Nova Zelanda.